# Kjell Espmark
Kjell Espmark (født 19. februar 1930 i Strömsund i Jämtland, død 18. september 2022) var en svensk forfatter, digter, litteraturhistoriker; professor ved Stockholms Universitet 1978–95 og medlem af Svenska Akademien siden 1981.
Espmarks skønlitterære forfatterskab blev indledt 1956 og omfatter tretten digtsamlinger, ti romaner og en novellesamling. Han skrev også monografier om Harry Martinson og Tomas Tranströmer, en doktorsafhandling om Artur Lundkvists digtning samt en omfattende historik om Nobelprisen i litteratur.